# Blauer See (Garbsen)
Der Blaue See ist ein Baggersee in Garbsen in der Region Hannover, Niedersachsen. Er entstand durch die Gewinnung von Sand als Baumaterial beim Bau der Autobahn A2.

## Beschreibung
Der See liegt in der Garbsener Schweiz westlich von Garbsen zwischen der Bundesautobahn 2 und der Leine innerhalb des rund 410 Hektar großen Landschaftsschutzgebietes „Mittlere Leine“. Der von Grundwasser gespeiste See grenzt im Osten an ein Waldgebiet auf den Garbser Bergen.
Im Norden des Sees befindet sich ein 600 Meter langer Sandstrand, der zum See leicht abfällt. Dem Strand ist eine Flachwasserzone vorgelagert. Am Strand gibt es eine 65 Meter lange Wasserrutsche und einen Spielplatz sowie einen Grillplatz am Ostufer. Im See ist eine Badeinsel verankert. Das Strandbad wird bewirtschaftet. Gastronomie und sanitäre Anlagen sind vorhanden. Im See befindet sich eine Wasserskianlage. Im Westen des Sees befindet sich ein Campingplatz.
Der See wird vom Angelsportverein Luthe e. V. als Angelgewässer genutzt. Aal, Barsch, Brassen, Hecht, Karpfen, Rotauge und Schleie wurden aus dem See gemeldet.

## Sonstiges
In der Region Hannover gibt es noch mindestens zwei weitere Seen mit diesem Namen, den Blauen See in Lehrte etwa 20 km weiter östlich und den Blauen See in Hannover-Misburg. Alle drei Seen liegen an der Autobahn A 2.

## Bildergalerie

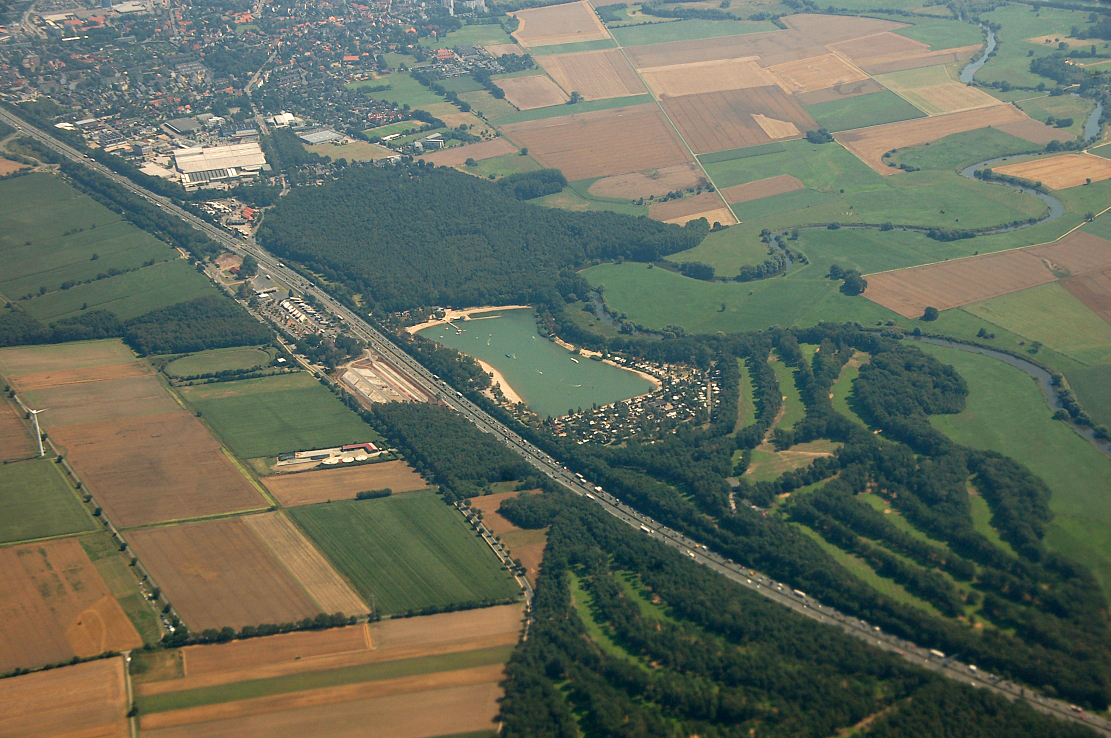
Luftbild des Blauen Sees mit A 2, im Hintergrund Garbsen, 2010
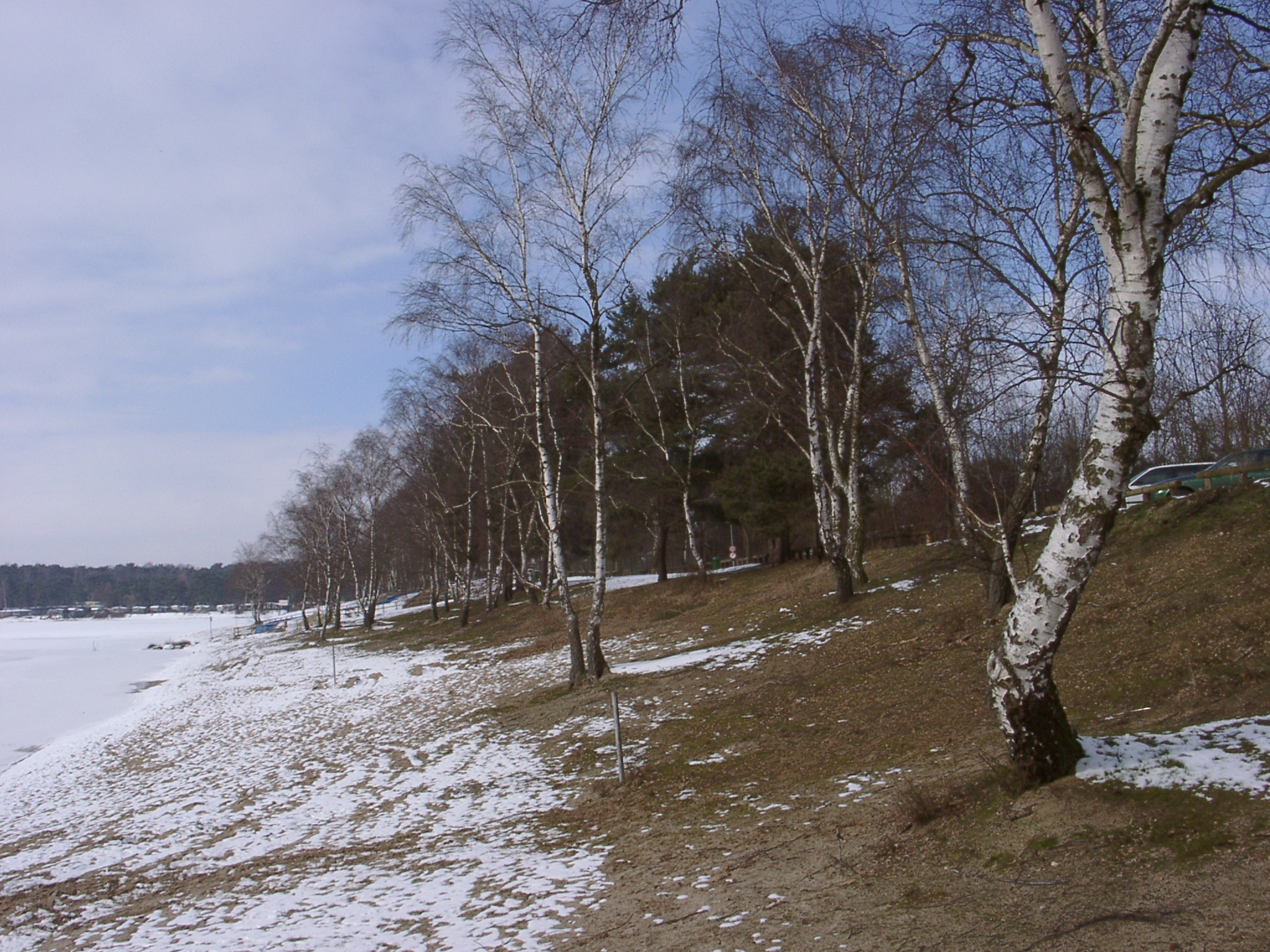
Süduferbereich im März 2005
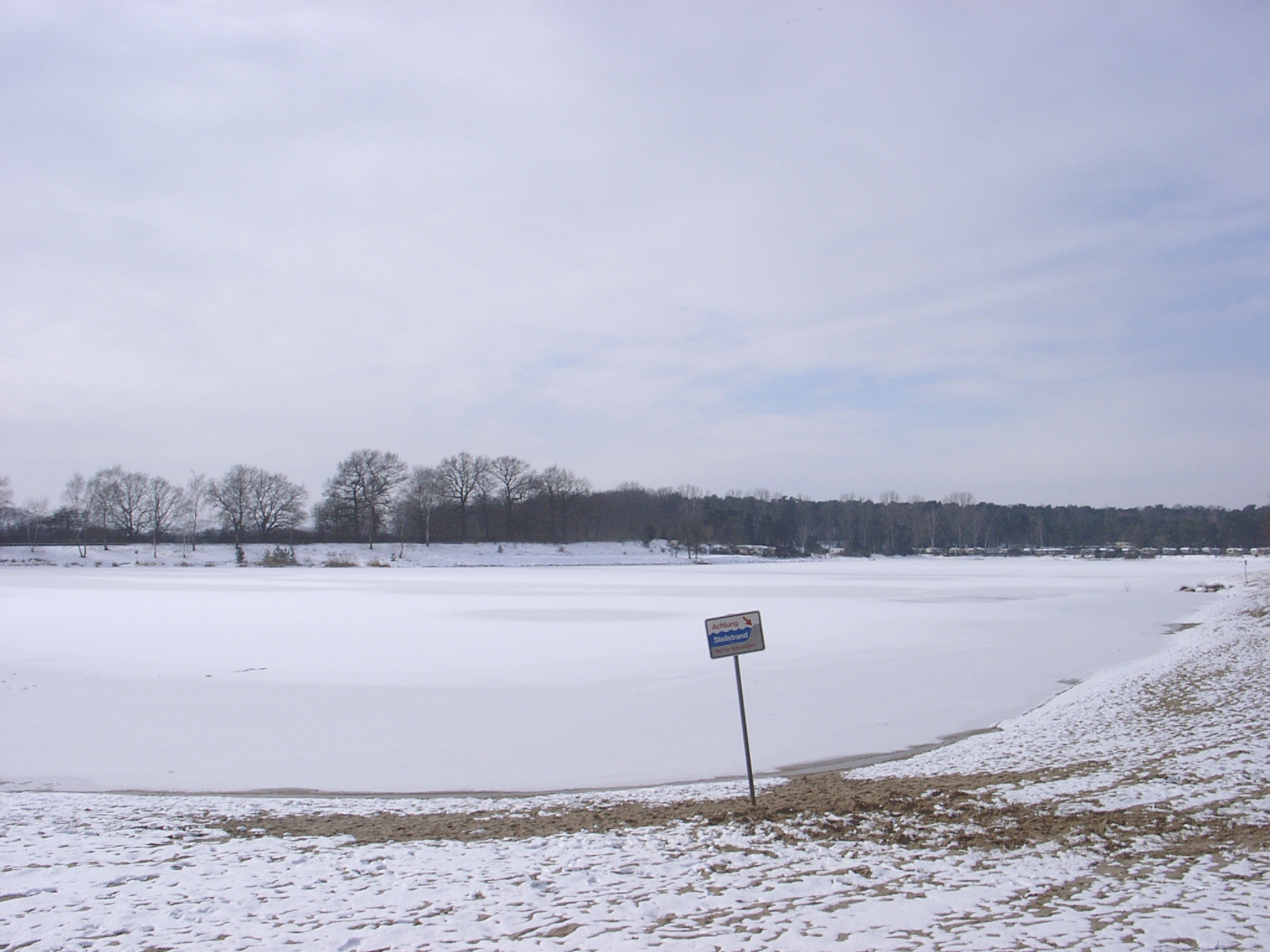
Blick vom Südufer nach Norden, mit Gefahrenhinweis „Achtung Steilstrand“, März 2005